# Eucharissa natalica
Eucharissa natalica är en stekelart som beskrevs av John Obadiah Westwood 1868. Eucharissa natalica ingår i släktet Eucharissa och familjen Eucharitidae. Inga underarter finns listade i Catalogue of Life.